# آر. جون إليس
آر. جون إليس (بالإنجليزية: R. John Ellis)‏ هو أحيائي بريطاني، ولد في 12 فبراير 1935.